# Myjailo-Kotsiubynske
Myjailo-Kotsiubynske (ucraniano: Миха́йло-Коцюби́нське) es un sélyshche de Ucrania perteneciente al raión de Chernígov de la óblast de Chernígov.
En 2022, la localidad tenía una población de 2797 habitantes. Es sede de un municipio que incluye 41 localidades rurales que añaden otros once mil habitantes a la población. El municipio fue creado en 2016 mediante la fusión del ayuntamiento urbano de Myjailo-Kotsiubynske (que no tenía pedanías) con los vecinos consejos rurales de Andríyivka, Vedyltsi, Zhukotky, Karjivka, Levkóvychi, Plójiv y Shybyrynivka, a los que se añadieron en 2018 los de Dniprovske, Kovpyta y Mnov y en 2020 el de Pákul.
Se conoce la existencia del pueblo en documentos desde el siglo XVII. En su origen se llamaba "Kozel" (Козел), formaba parte de la sotnia de Liúbech del regimiento cosaco de Chernígov y se ubicaba en las tierras de un monasterio de esta última ciudad. En 1782, Kozel pasó a ser sede de su propia vólost, en el uyezd de Chernígov, integrado dos décadas más tarde en la gobernación de Chernígov. La RSS de Ucrania le dio el estatus de capital del raión de Kozel en 1923, pero tanto el raión como su capital adoptaron en 1935 su actual topónimo en referencia al escritor Mijailo Kotsiubinski, que había fallecido dos décadas antes en Chernígov. Adoptó el estatus de asentamiento de tipo urbano en 1960, pero en 1962 perdió el estatus de capital distrital al integrarse en el raión de Chernígov.
Se ubica unos 10 km al oeste de Chernígov, sobre la carretera R56 que lleva a Chernóbil a través de Bielorrusia.